# A Classic Case
A Classic Case es el decimosexto álbum de la banda de rock progresivo Jethro Tull publicado en 1985, en forma de música orquestal, con la London Symphony Orchestra bajo la batuta del propio David Palmer, exmiembro del grupo y producido por él mismo.
Será la última vez que David Palmer (actualmente Dee Palmer) colabore con la banda en un álbum de estudio.
Es el único disco exclusivamente instrumental de la banda.

## Puesto en las listas de éxitos
- Puesto en las listas de EE. UU.: 93.

## Lista de temas
| #   | Título                                                                  | Autor                                  | Interpretaciones | Tiempo |
| --- | ----------------------------------------------------------------------- | -------------------------------------- | ---------------- | ------ |
| 1.  | "Locomotive Breath"                                                     | (Ian Anderson)                         |                  | 4:16   |
| 2.  | "Thick as a Brick"                                                      | (Ian Anderson / Gerald Bostock)        |                  | 4:24   |
| 3.  | "Elegy"                                                                 | (David Palmer)                         |                  | 3:41   |
| 4.  | "Bourée"                                                                | (Johann Sebastian Bach / Ian Anderson) |                  | 3:10   |
| 5.  | "Fly by Night" (del álbum en solitario de Ian Anderson Walk Into Light) | (Ian Anderson)                         |                  | 4:12   |
| 6.  | "Aqualung"                                                              | (Ian Anderson / Jennie Anderson)       |                  | 6:22   |
| 7.  | "Too Old to Rock 'n' Roll: Too Young to Die!"                           | (Ian Anderson)                         |                  | 3:27   |
| 8.  | "Teacher / Bungle in the Jungle / Rainbow Blues / Locomotive Breath"    | (Ian Anderson)                         |                  | 3:58   |
| 9.  | "Living in the Past"                                                    | (Ian Anderson)                         |                  | 3:29   |
| 10. | "War Child"                                                             | (Ian Anderson)                         |                  | 4:56   |